# 卡莫辛迪圣费利什
卡莫辛迪圣费利什是巴西伯南布哥州的一个市镇。总面积50.869平方公里，总人口15982人，人口密度314.2人/平方公里。